# Holwan
Holwan ist eine antike Landschaft im Nordosten des Zweistromlandes. Es wird gewöhnlich mit dem assyrischen Halman (KURhal-ma-an) gleichgesetzt.